# Sundadrillfågel
Sundadrillfågel (Lalage fimbriata) är en fågel i familjen gråfåglar inom ordningen tättingar.

## Utseende och läte
Sundadrillfågeln är en grå medelstor fågel, men liten för att vara en gråfågel. Hanen är i genomsnitt mörkast på vingar, strupe och bröst, mer kontrasterande med resten av fjäderdräkten än liknande indokinesisk drillfågel. Honan är ljusgrå med fint tvärbandad undersida. Undersidan av stjärten är svart med vit spets, inte lika avsmalnande som den större svartvingad drillfågel, och har mindre svart än hos indokinesisk drillfågel. Sången inleds med några få klara toner som sedan övergår i högljudda, ihärdiga "jeh, jeh, jeh, jeh".

## Utbredning och systematik
Sundadrillfågel delas in i fem underarter med följande utbredning:
- Lalage fimbriata neglecta – södra Myanmar och på Malackahalvön
- Lalage fimbriata culminata – södra Malackahalvön
- Lalage fimbriata schierbrandi – Sumatra och Borneo
- Lalage fimbriata compta – Simeulue och Siberut-öarna utanför västra Sumatra
- Lalage fimbriata fimbriata – Java och Bali

### Släktestillhörighet
Tidigare placerades arten i släktet Coracina, men genetiska studier visar att det släktet är parafyletiskt iförhållande till Lalage och Campephaga. Detta har lett till taxonomiska förändringar, bland annat genom att en handfull arter flyttats till Lalage.

## Status och hot
Arten har ett stort utbredningsområde, men tros minska i antal, dock inte tillräckligt kraftigt för att den ska betraktas som hotad. Internationella naturvårdsunionen IUCN listar därför arten som livskraftig (LC).